# Filip Hološko
Filip Hološko (Piešťany, 17 gennaio 1984) è un calciatore slovacco, attaccante dell'Úvaly.

## Carriera

### Club

#### AS Trenčín e Slovan Liberec
Cresciuto nelle giovanili dell'AS Trenčín, nel 2002, all'età di 18 anni, viene acquistato dai cechi dello Slovan Liberec. In tre anni disputa 55 partite realizzando 17 gol giocando anche alcuni incontri di Coppa Intertoto realizzando 5 reti.

#### Vestel Manisaspor
Nel dicembre 2005 passa ai turchi del Vestel Manisaspor in cambio di € 3 milioni, con la cui maglia gioca sia la stagione 2005-06 dove realizza 4 reti nella seconda parte di campionato. Nella stagione 2006-07 giunge ai vertici della classifica capocannonieri con 9 reti.

#### Beşiktaş

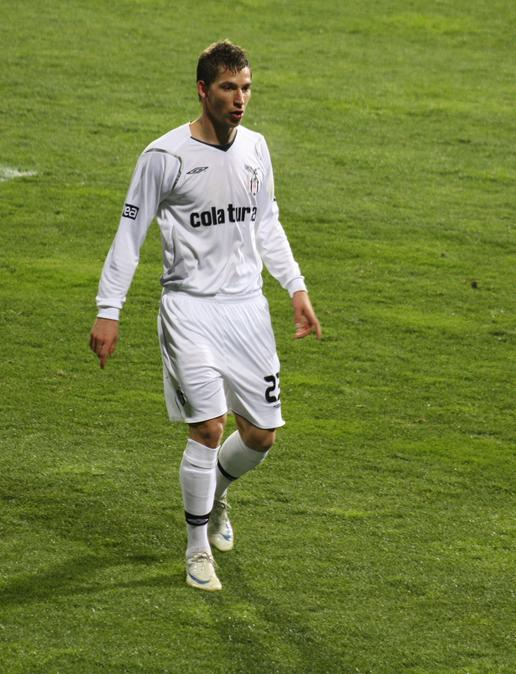
Holosko con la divisa bianca del Beşiktaş

Nel dicembre 2007 viene acquistato dal Beşiktaş per 5 milioni di euro. Esordisce il 12 gennaio 2008 in Konyaspor-Beşiktaş 1-2, giocando l'intero incontro da titolare. Nella stagione 2007-2008 giocando tra Manisaspor e Beşiktaş realizza 15 reti piazzandosi al secondo posto nella classifica capocannonieri del campionato: al termine della stagione è il miglior marcatore del Beşiktaş, che raggiunge il terzo posto in campionato. L'attaccante fornisce inoltre 10 assist in campionato, piazzandosi al secondo posto anche in questa graduatoria. Nella stagione 2008-2009, Hološko firma 9 reti in 30 incontri di Süper Lig, contribuendo al successo del Beşiktaş nel campionato turco. Il club, trascinato dai gol di Hološko, che ne realizza 4 in 9 incontri, vince anche la coppa nazionale completando uno storico double. Partecipa alla Coppa UEFA, segnando anche la sua prima rete in questa competizione.
Nel 2009 si rompe una gamba: in seguito a questo infortunio il suo rendimento cala drasticamente.
Nel campionato 2010 realizza 6 reti in 18 partite, aiutando la squadra di Istanbul ad arrivare al quarto posto in campionato. Gioca alcune partite di Coppa nazionale prima che il Beşiktaş venga eliminato. Gioca due incontri di Champions.
Termina l'esperienza al Besiktas con 158 match e 48 marcature.
Dopo alcune esperienze in prestito, sempre nel campionato turco, l'attaccante slovacco si trasferisce in Australia, al Sydney FC, dove ritrova una buona media gol a partita: segna 10 reti in 24 incontri di campionato nella sua prima stagione australiana.

### Nazionale
Dopo aver giocato nell'Under 16 e nell'Under 19 entra nell'Under-21 dove dimostra di aver un grande talento, tanto che nel 2005 entra nella Nazionale slovacca. Dopo aver giocato le qualificazioni al Mondiale 2010 del gruppo 3 dove segna il raddoppio in Irlanda del Nord-Slovacchia 0-2. Ha fatto parte del gruppo dei 23 convocati che ha partecipato al Mondiale 2010 in Sudafrica giocando per pochi minuti da subentrato Nuova Zelanda-Slovacchia 1-1 e Slovacchia-Paraguay 0-2.

## Statistiche

### Presenze e reti nei club
Tra club, Nazionale maggiore e Nazionali giovanili, Hološko ha giocato globalmente 350 partite segnando 106 reti, alla media di 0,30 gol a partita.
Statistiche aggiornate al 20 settembre 2017.
| Stagione                 | Squadra                  | Campionato               | Campionato | Campionato | Coppe nazionali | Coppe nazionali | Coppe nazionali | Coppe continentali | Coppe continentali | Coppe continentali | Altre coppe | Altre coppe | Altre coppe | Totale | Totale |
| Stagione                 | Squadra                  | Comp                     | Pres       | Reti       | Comp            | Pres            | Reti            | Comp               | Pres               | Reti               | Comp        | Pres        | Reti        | Pres   | Reti   |
| ------------------------ | ------------------------ | ------------------------ | ---------- | ---------- | --------------- | --------------- | --------------- | ------------------ | ------------------ | ------------------ | ----------- | ----------- | ----------- | ------ | ------ |
| 2001-2002                | OD Trenčín               | SL                       | 1          | 0          | CS              | ?               | ?               | -                  | -                  | -                  | -           | -           | -           | 1      | 0      |
| 2002-2003                | Slovan Liberec           | 1L                       | 12         | 2          | CRC             | ?               | ?               | CU                 | 0                  | 0                  | -           | -           | -           | 12     | 2      |
| 2003-2004                | Slovan Liberec           | 1L                       | 18         | 5          | CRC             | ?               | ?               | CI                 | ?                  | ?                  | -           | -           | -           | 18+    | 5+     |
| 2004-2005                | Slovan Liberec           | 1L                       | 9          | 4          | CRC             | ?               | ?               | CI                 | 2                  | 1                  | -           | -           | -           | 11     | 5      |
| lug. 2005-gen. 2006      | Slovan Liberec           | 1L                       | 15         | 6          | CR              | ?               | ?               | CI                 | 3                  | 1                  | -           | -           | -           | 18     | 7      |
| Totale Slovan Liberec    | Totale Slovan Liberec    | Totale Slovan Liberec    | 54         | 17         |                 | ?               | ?               |                    | 5+                 | 2+                 |             | -           | -           | 59+    | 19+    |
| gen.-giu. 2006           | Manisaspor               | SL                       | 17         | 4          | TK              | ?               | ?               | -                  | -                  | -                  | -           | -           | -           | 17     | 4      |
| 2006-2007                | Manisaspor               | SL                       | 32         | 9          | TK              | ?               | ?               | -                  | -                  | -                  | -           | -           | -           | 32     | 9      |
| lug. 2007-gen. 2008      | Manisaspor               | SL                       | 16         | 8          | TK              | ?               | ?               | -                  | -                  | -                  | -           | -           | -           | 16     | 8      |
| Totale Vestel Manisaspor | Totale Vestel Manisaspor | Totale Vestel Manisaspor | 65         | 21         |                 | ?               | ?               |                    | -                  | -                  |             | -           | -           | 65+    | 21+    |
| gen.-giu. 2008           | Beşiktaş                 | SL                       | 16         | 7          | TK              | ?               | ?               | -                  | -                  | -                  | -           | -           | -           | 16     | 7      |
| 2008-2009                | Beşiktaş                 | SL                       | 32         | 9          | TK              | 9               | 4               | CU                 | 4                  | 1                  | -           | -           | -           | 45     | 14     |
| 2009-2010                | Beşiktaş                 | SL                       | 16         | 8          | TK              | 3               | 0               | UCL                | 2                  | 0                  | ST          | 1           | 0           | 22     | 8      |
| lug. 2010-gen. 2011      | Beşiktaş                 | SL                       | 32         | 9          | TK              | 2               | 0               | UEL                | 7                  | 4                  | -           | -           | -           | 41     | 13     |
| gen.-giu. 2011           | İstanbul Başakşehir      | SL                       | 10         | 5          | TK              | 3               | 1               | -                  | -                  | -                  | -           | -           | -           | 13     | 6      |
| 2011-2012                | Beşiktaş                 | SL                       | 23         | 5          | TK              | 2               | 0               | UEL                | 9                  | 0                  | -           | -           | -           | 34     | 5      |
| 2012-2013                | Beşiktaş                 | SL                       | 32         | 10         | TK              | 2               | 2               | -                  | -                  | -                  | -           | -           | -           | 34     | 12     |
| 2013-2014                | Beşiktaş                 | SL                       | 12         | 2          | TK              | 1               | 0               | -                  | -                  | -                  | -           | -           | -           | 13     | 2      |
| Totale Beşiktaş          | Totale Beşiktaş          | Totale Beşiktaş          | 116        | 37         |                 | 18+             | 6+              |                    | 22                 | 5                  |             | 1           | 0           | 158+   | 48+    |
| 2014-2015                | Çaykur Rizespor          | SL                       | 25         | 2          | TK              | 5               | 0               | -                  | -                  | -                  | -           | -           | -           | 30     | 2      |
| 2015-2016                | Sydney FC                | AL                       | 24         | 10         | FFACup          | 1               | 0               | -                  | -                  | -                  | -           | -           | -           | 25     | 10     |
| 2016-2017                | Sydney FC                | AL                       | 26+2       | 7+1        | FFA Cup         | 4               | 1               | -                  | -                  | -                  | -           | -           | -           | 30     | 9      |
| Totale Sydney FC         | Totale Sydney FC         | Totale Sydney FC         | 52         | 18         |                 | 4               | 1               |                    | -                  | -                  |             | -           | -           | 56     | 19     |
| 2017-2018                | Slovan Bratislava        | FL                       | 9          | 4          |                 | -               | -               | EL                 | 0+4                | 0+2                |             | -           | -           | 13     | 6      |
| Totale carriera          | Totale carriera          | Totale carriera          | 295        | 92         |                 | 27+             | 7+              |                    | 27+                | 7+                 |             | 1           | 0           | 350+   | 106+   |

### Cronologia presenze e reti in nazionale
| Cronologia completa delle presenze e delle reti in nazionale ― Slovacchia | Cronologia completa delle presenze e delle reti in nazionale ― Slovacchia | Cronologia completa delle presenze e delle reti in nazionale ― Slovacchia | Cronologia completa delle presenze e delle reti in nazionale ― Slovacchia | Cronologia completa delle presenze e delle reti in nazionale ― Slovacchia | Cronologia completa delle presenze e delle reti in nazionale ― Slovacchia | Cronologia completa delle presenze e delle reti in nazionale ― Slovacchia | Cronologia completa delle presenze e delle reti in nazionale ― Slovacchia |
| Data                                                                      | Città                                                                     | In casa                                                                   | Risultato                                                                 | Ospiti                                                                    | Competizione                                                              | Reti                                                                      | Note                                                                      |
| ------------------------------------------------------------------------- | ------------------------------------------------------------------------- | ------------------------------------------------------------------------- | ------------------------------------------------------------------------- | ------------------------------------------------------------------------- | ------------------------------------------------------------------------- | ------------------------------------------------------------------------- | ------------------------------------------------------------------------- |
| 3-9-2005                                                                  | Bratislava                                                                | Slovacchia                                                                | 2 – 0                                                                     | Germania                                                                  | Amichevole                                                                | -                                                                         | 80’                                                                       |
| 7-9-2005                                                                  | Riga                                                                      | Lettonia                                                                  | 1 – 1                                                                     | Slovacchia                                                                | Qual. Mondiali 2006                                                       | -                                                                         | 77’                                                                       |
| 8-10-2005                                                                 | Bratislava                                                                | Slovacchia                                                                | 1 – 0                                                                     | Estonia                                                                   | Qual. Mondiali 2006                                                       | -                                                                         | 46’                                                                       |
| 12-10-2005                                                                | Bratislava                                                                | Slovacchia                                                                | 0 – 0                                                                     | Russia                                                                    | Qual. Mondiali 2006                                                       | -                                                                         | 56’                                                                       |
| 12-11-2005                                                                | Madrid                                                                    | Spagna                                                                    | 5 – 1                                                                     | Slovacchia                                                                | Qual. Mondiali 2006                                                       | -                                                                         | 46’                                                                       |
| 16-11-2005                                                                | Bratislava                                                                | Slovacchia                                                                | 1 – 1                                                                     | Spagna                                                                    | Qual. Mondiali 2006                                                       | 1                                                                         | 46’                                                                       |
| 1-3-2006                                                                  | Parigi                                                                    | Francia                                                                   | 1 – 2                                                                     | Slovacchia                                                                | Amichevole                                                                | -                                                                         | 60’                                                                       |
| 20-5-2006                                                                 | Trnava                                                                    | Slovacchia                                                                | 1 – 1                                                                     | Belgio                                                                    | Amichevole                                                                | 1                                                                         | 46’                                                                       |
| 15-8-2006                                                                 | Bratislava                                                                | Slovacchia                                                                | 3 – 0                                                                     | Malta                                                                     | Amichevole                                                                | -                                                                         | 46’                                                                       |
| 2-9-2006                                                                  | Bratislava                                                                | Slovacchia                                                                | 6 – 1                                                                     | Cipro                                                                     | Qual. Euro 2008                                                           | -                                                                         | 46’                                                                       |
| 6-9-2006                                                                  | Bratislava                                                                | Slovacchia                                                                | 0 – 3                                                                     | Rep. Ceca                                                                 | Qual. Euro 2008                                                           | -                                                                         | 46’                                                                       |
| 7-10-2006                                                                 | Cardiff                                                                   | Galles                                                                    | 1 – 5                                                                     | Slovacchia                                                                | Qual. Euro 2008                                                           | -                                                                         | 77’                                                                       |
| 11-10-2006                                                                | Bratislava                                                                | Slovacchia                                                                | 1 – 4                                                                     | Germania                                                                  | Qual. Euro 2008                                                           | -                                                                         | 73’                                                                       |
| 15-11-2006                                                                | Žilina                                                                    | Slovacchia                                                                | 3 – 1                                                                     | Bulgaria                                                                  | Amichevole                                                                | -                                                                         | 46’                                                                       |
| 7-2-2007                                                                  | Jerez de la Frontera                                                      | Polonia                                                                   | 2 – 2                                                                     | Slovacchia                                                                | Amichevole                                                                | -                                                                         | 77’                                                                       |
| 28-3-2007                                                                 | Dublino                                                                   | Irlanda                                                                   | 1 – 0                                                                     | Slovacchia                                                                | Qual. Euro 2008                                                           | -                                                                         | 72’                                                                       |
| 6-6-2007                                                                  | Amburgo                                                                   | Germania                                                                  | 2 – 1                                                                     | Slovacchia                                                                | Qual. Euro 2008                                                           | -                                                                         | 65’                                                                       |
| 22-8-2007                                                                 | Trnava                                                                    | Slovacchia                                                                | 0 – 1                                                                     | Francia                                                                   | Amichevole                                                                | -                                                                         | 46’ 90’                                                                   |
| 8-9-2007                                                                  | Bratislava                                                                | Slovacchia                                                                | 2 – 2                                                                     | Irlanda                                                                   | Qual. Euro 2008                                                           | -                                                                         |                                                                           |
| 12-9-2007                                                                 | Trnava                                                                    | Slovacchia                                                                | 2 – 5                                                                     | Galles                                                                    | Qual. Euro 2008                                                           | -                                                                         |                                                                           |
| 13-10-2007                                                                | Dubnica nad Váhom                                                         | Slovacchia                                                                | 7 – 0                                                                     | San Marino                                                                | Qual. Euro 2008                                                           | 1                                                                         | 71’                                                                       |
| 16-10-2007                                                                | Zagabria                                                                  | Croazia                                                                   | 3 – 0                                                                     | Slovacchia                                                                | Amichevole                                                                | -                                                                         | 62’                                                                       |
| 17-11-2007                                                                | Praga                                                                     | Rep. Ceca                                                                 | 3 – 1                                                                     | Slovacchia                                                                | Qual. Euro 2008                                                           | -                                                                         | 58’                                                                       |
| 21-11-2007                                                                | Serravalle                                                                | San Marino                                                                | 0 – 5                                                                     | Slovacchia                                                                | Qual. Euro 2008                                                           | 1                                                                         |                                                                           |
| 6-2-2008                                                                  | Limassol                                                                  | Ungheria                                                                  | 1 – 1                                                                     | Slovacchia                                                                | Amichevole                                                                | -                                                                         | 77’                                                                       |
| 26-3-2008                                                                 | Zlaté Moravce                                                             | Slovacchia                                                                | 1 – 2                                                                     | Islanda                                                                   | Amichevole                                                                | -                                                                         | 46’                                                                       |
| 20-5-2008                                                                 | Bielefeld                                                                 | Turchia                                                                   | 1 – 0                                                                     | Slovacchia                                                                | Amichevole                                                                | -                                                                         | 78’                                                                       |
| 24-5-2008                                                                 | Lugano                                                                    | Svizzera                                                                  | 2 – 0                                                                     | Slovacchia                                                                | Amichevole                                                                | -                                                                         | 46’                                                                       |
| 20-8-2008                                                                 | Bratislava                                                                | Slovacchia                                                                | 0 – 2                                                                     | Grecia                                                                    | Amichevole                                                                | -                                                                         | 54’                                                                       |
| 10-9-2008                                                                 | Maribor                                                                   | Slovenia                                                                  | 2 – 1                                                                     | Slovacchia                                                                | Qual. Mondiali 2010                                                       | -                                                                         | 46’                                                                       |
| 19-11-2008                                                                | Žilina                                                                    | Slovacchia                                                                | 4 – 0                                                                     | Liechtenstein                                                             | Amichevole                                                                | -                                                                         | 46’                                                                       |
| 28-3-2009                                                                 | Londra                                                                    | Inghilterra                                                               | 4 – 0                                                                     | Slovacchia                                                                | Amichevole                                                                | -                                                                         | 46’                                                                       |
| 1-4-2009                                                                  | Praga                                                                     | Rep. Ceca                                                                 | 1 – 2                                                                     | Slovacchia                                                                | Qual. Mondiali 2010                                                       | -                                                                         |                                                                           |
| 12-8-2009                                                                 | Reykjavík                                                                 | Islanda                                                                   | 1 – 1                                                                     | Slovacchia                                                                | Amichevole                                                                | -                                                                         | 46’                                                                       |
| 5-9-2009                                                                  | Bratislava                                                                | Slovacchia                                                                | 2 – 2                                                                     | Rep. Ceca                                                                 | Qual. Mondiali 2010                                                       | -                                                                         | 87’                                                                       |
| 9-9-2009                                                                  | Belfast                                                                   | Irlanda del Nord                                                          | 0 – 2                                                                     | Slovacchia                                                                | Qual. Mondiali 2010                                                       | 1                                                                         | 65’                                                                       |
| 3-3-2010                                                                  | Žilina                                                                    | Slovacchia                                                                | 0 – 1                                                                     | Norvegia                                                                  | Amichevole                                                                | -                                                                         | 61’                                                                       |
| 5-6-2010                                                                  | Bratislava                                                                | Slovacchia                                                                | 3 – 0                                                                     | Costa Rica                                                                | Amichevole                                                                | -                                                                         | 67’                                                                       |
| 15-6-2010                                                                 | Rustenburg                                                                | Nuova Zelanda                                                             | 1 – 1                                                                     | Slovacchia                                                                | Mondiali 2010 - 1º turno                                                  | -                                                                         | 81’                                                                       |
| 20-6-2010                                                                 | Bloemfontein                                                              | Slovacchia                                                                | 0 – 2                                                                     | Paraguay                                                                  | Mondiali 2010 - 1º turno                                                  | -                                                                         | 70’                                                                       |
| 11-8-2010                                                                 | Bratislava                                                                | Slovacchia                                                                | 1 – 1                                                                     | Croazia                                                                   | Amichevole                                                                | -                                                                         | 46’                                                                       |
| 3-9-2010                                                                  | Bratislava                                                                | Slovacchia                                                                | 1 – 0                                                                     | Macedonia                                                                 | Qual. Euro 2012                                                           | 1                                                                         |                                                                           |
| 7-9-2010                                                                  | Mosca                                                                     | Russia                                                                    | 0 – 1                                                                     | Slovacchia                                                                | Qual. Euro 2012                                                           | -                                                                         |                                                                           |
| 8-10-2010                                                                 | Erevan                                                                    | Armenia                                                                   | 3 – 1                                                                     | Slovacchia                                                                | Qual. Euro 2012                                                           | -                                                                         | 55’                                                                       |
| 12-10-2010                                                                | Žilina                                                                    | Slovacchia                                                                | 1 – 1                                                                     | Irlanda                                                                   | Qual. Euro 2012                                                           | -                                                                         | 68’                                                                       |
| 17-11-2010                                                                | Bratislava                                                                | Slovacchia                                                                | 2 – 3                                                                     | Bosnia ed Erzegovina                                                      | Amichevole                                                                | -                                                                         | 61’ 79’                                                                   |
| 26-3-2011                                                                 | Andorra la Vella                                                          | Andorra                                                                   | 0 – 1                                                                     | Slovacchia                                                                | Qual. Euro 2012                                                           | -                                                                         | 87’                                                                       |
| 29-3-2011                                                                 | Trnava                                                                    | Slovacchia                                                                | 1 – 2                                                                     | Danimarca                                                                 | Amichevole                                                                | 1                                                                         | 80’                                                                       |
| 4-6-2011                                                                  | Bratislava                                                                | Slovacchia                                                                | 1 – 0                                                                     | Andorra                                                                   | Qual. Euro 2012                                                           | -                                                                         | 74’                                                                       |
| 10-8-2011                                                                 | Klagenfurt am Wörthersee                                                  | Austria                                                                   | 1 – 2                                                                     | Slovacchia                                                                | Amichevole                                                                | -                                                                         |                                                                           |
| 2-9-2011                                                                  | Dublino                                                                   | Irlanda                                                                   | 0 – 0                                                                     | Slovacchia                                                                | Qual. Euro 2012                                                           | -                                                                         | 88’                                                                       |
| 6-9-2011                                                                  | Žilina                                                                    | Slovacchia                                                                | 0 – 4                                                                     | Armenia                                                                   | Qual. Euro 2012                                                           | -                                                                         |                                                                           |
| 7-10-2011                                                                 | Žilina                                                                    | Slovacchia                                                                | 0 – 1                                                                     | Russia                                                                    | Qual. Euro 2012                                                           | -                                                                         | 73’                                                                       |
| 11-10-2011                                                                | Skopje                                                                    | Macedonia                                                                 | 1 – 1                                                                     | Slovacchia                                                                | Qual. Euro 2012                                                           | -                                                                         | 87’                                                                       |
| 29-2-2012                                                                 | Bursa                                                                     | Turchia                                                                   | 1 – 2                                                                     | Slovacchia                                                                | Amichevole                                                                | -                                                                         | 68’                                                                       |
| 26-5-2012                                                                 | Klagenfurt am Wörthersee                                                  | Polonia                                                                   | 1 – 0                                                                     | Slovacchia                                                                | Amichevole                                                                | -                                                                         | 46’                                                                       |
| 30-5-2012                                                                 | Rotterdam                                                                 | Paesi Bassi                                                               | 2 – 0                                                                     | Slovacchia                                                                | Amichevole                                                                | -                                                                         | 78’                                                                       |
| 12-10-2012                                                                | Bratislava                                                                | Slovacchia                                                                | 2 – 1                                                                     | Lettonia                                                                  | Qual. Mondiali 2014                                                       | -                                                                         | 61’                                                                       |
| 16-10-2012                                                                | Bratislava                                                                | Slovacchia                                                                | 0 – 1                                                                     | Grecia                                                                    | Qual. Mondiali 2014                                                       | -                                                                         | 72’ 90+3’                                                                 |
| 14-11-2012                                                                | Olomouc                                                                   | Rep. Ceca                                                                 | 3 – 0                                                                     | Slovacchia                                                                | Amichevole                                                                | -                                                                         | 76’                                                                       |
| 26-3-2013                                                                 | Žilina                                                                    | Slovacchia                                                                | 0 – 0                                                                     | Svezia                                                                    | Amichevole                                                                | -                                                                         |                                                                           |
| 7-6-2013                                                                  | Vaduz                                                                     | Liechtenstein                                                             | 1 – 1                                                                     | Slovacchia                                                                | Qual. Mondiali 2014                                                       | -                                                                         | 70’                                                                       |
| 5-3-2014                                                                  | Netanya                                                                   | Israele                                                                   | 1 – 3                                                                     | Slovacchia                                                                | Amichevole                                                                | -                                                                         | 46’                                                                       |
| 18-11-2014                                                                | Žilina                                                                    | Slovacchia                                                                | 2 – 1                                                                     | Finlandia                                                                 | Amichevole                                                                | 1                                                                         | 59’                                                                       |
| 14-6-2015                                                                 | Žilina                                                                    | Slovacchia                                                                | 2 – 1                                                                     | Macedonia                                                                 | Qual. Euro 2016                                                           | -                                                                         | 85’                                                                       |
| Totale                                                                    |                                                                           | Presenze                                                                  | 65                                                                        |                                                                           | Reti                                                                      | 8                                                                         |                                                                           |

## Palmarès

### Club

#### Competizioni nazionali
- Campionato turco: 1

Beşiktaş: 2008-2009
- Coppa di Turchia: 2

Beşiktaş: 2008-2009, 2010-2011
- Campionato australiano: 1

Sydney FC: 2016-2017
- Coppa di Slovacchia: 1

Slovan Bratislava: 2017-2018